# Zero field NMR
ЯМР у нульовому або наднизькому полі (ZULF) — це отримання спектрів ядерного магнітного резонансу хімічних речовин з магнітно-активними ядрами (зі спінами 1/2 і більше) у середовищі, ретельно захищеному від магнітних полів (у тому числі від поля Землі). Експерименти ZULF ЯМР зазвичай включають використання пасивного або активного екранування для послаблення магнітного поля Землі, на відміну від більшості експериментів ЯМР, які проводяться у сильних магнітних полях, створених надпровідними магнітами. У експериментах ZULF домінуючими взаємодіями є ядерні спін-спінові зв'язки, а зв'язок між спінами і зовнішнім магнітним полем є пертурбацією для цього. Робота в цьому режимі має ряд переваг: ослаблене розширення ліній, викликане магнітною сприйнятливістю, що зменшує неоднорідне розширення спектральних ліній для зразків у гетерогенних середовищах. Ще одна перевага полягає в тому, що низькочастотні сигнали легко проходять через матеріали-провідники, такі як метали, завдяки збільшенню «скін-ефекту»; це не стосується ЯМР високого поля, для якого контейнери для зразків зазвичай виготовляються зі скла, кварцу або кераміки.

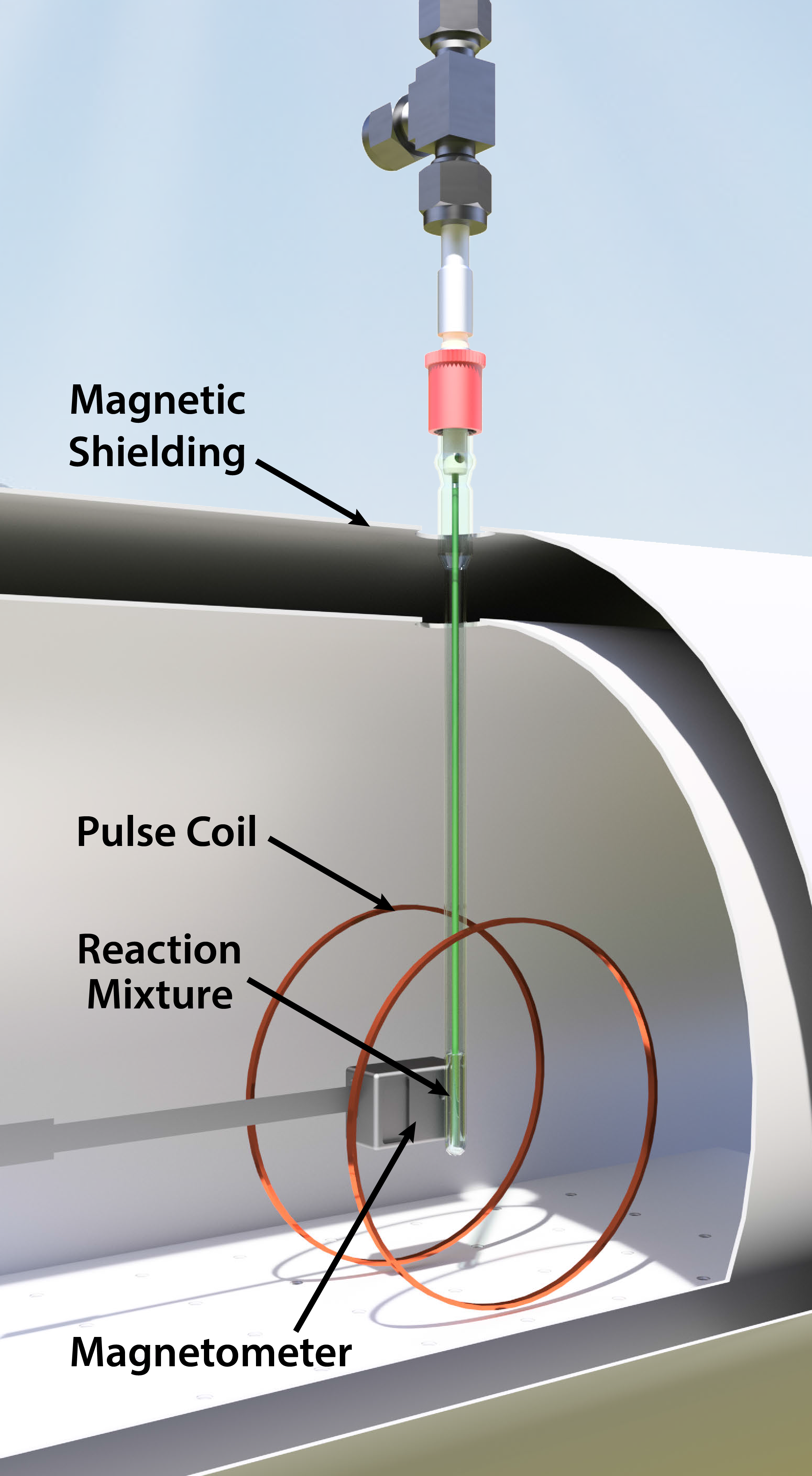
Зразок, що досліджується за допомогою ЯМР-спектроскопії в установці ЯМР нульового поля.

ЯМР високого поля використовує індуктивні котушки  для прийому радіочастотних сигналів, але це було б неефективно в експериментах ZULF ЯМР, оскільки частоти сигналу, як правило, набагато нижчі (порядку від герц до кілогерц). Розробка високочутливих магнітних датчиків на початку 2000-х, включаючи SQUIDs, магніторезистивні сенсори та атомні магнітометри SERF, дозволила виявляти сигнали ЯМР безпосередньо в режимі ZULF. Попередні експерименти ZULF ЯМР покладалися на непряме виявлення, коли зразок повинен був бути переміщений із екранованого середовища ZULF у високе магнітне поле для виявлення за допомогою звичайної індуктивної котушки. Однією з найуспішніших реалізацій стало використання атомних магнітометрів на основі  комірок випаровування з атомами рубідію для виявлення ЯМР нульового поля .
Для того, щоб викликати поляризацію ядерного спіну без наявності магнітного поля, ядерні спіни повинні бути поляризовані зовні з використанням методів гіперполяризації. Це можна зробити шляхом поляризації спінів у магнітному полі з наступним переміщенням в ZULF інструмент для отримання сигналу, але також можна використати альтернативні хімічно орбгрунтовані методи гіперполяризації.
Зверніть увагу, іноді, але помилково, його називають ядерним квадрупольним резонансом (ЯКР).

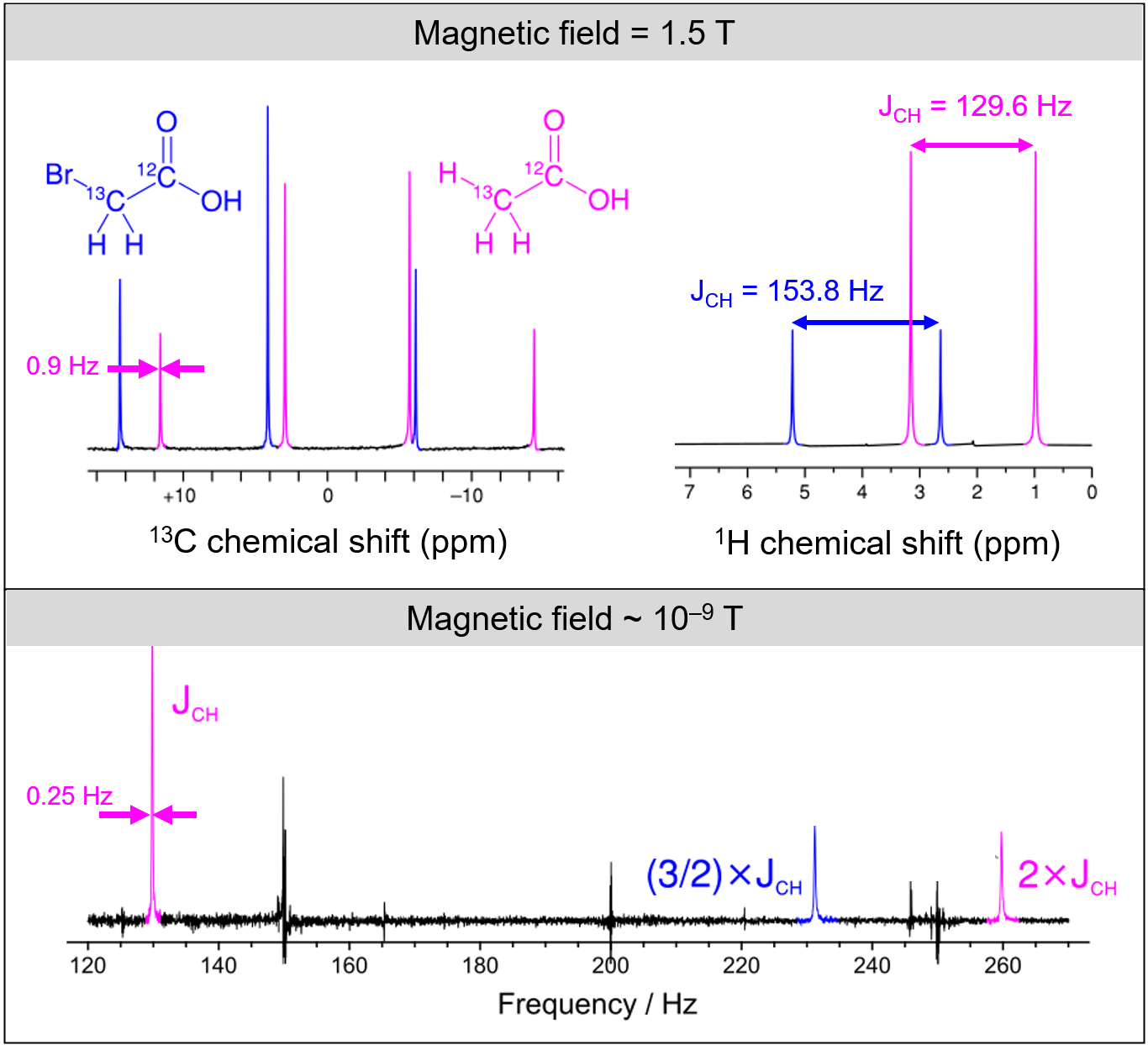
Порівняння спектрів ЯМР зразку суміші [2-13C]-оцтової кислоти та [2-13C]-бромоцтової кислоти у високому і нульовому полях. У високому полі ядерні спіни виду 1H і 13C прецесують на різних частотах, утворюючи чіткі спектри 1H і 13C з збуренням J-зв'язку, що розбиває резонанс на дублетні, триплетні або квартетні мультиплетні сигнали. При нульовому полі немає ларморівської прецесії, а резонансні частоти визначаються в основному спін-спіновими взаємодіями. Однією з оссобливостей є також вузька ширина лінії в нульовому полі через відсутність неодноріднорідності поля.

## Експерименти ЯМР нульового поля

### Спінові гамільтоніани
Вільна еволюція ядерних спінів регулюється Гамільтоніаном (Ĥ), який у випадку ядерного магнітного резонансу розчину можна розділити на два основні частини. Перша частина (Ĥz) відповідає ефекту Зеемана  між спінами та зовнішнім магнітним полем, що включає хімічний зсув (δ). Друга частина (Ĥj) відповідає непрямій спін-спіновій взаємодії або J-зв’язку.
{\displaystyle {\hat {H}}={\hat {H}}_{z}+{\hat {H}}_{J}}, де:
{\displaystyle {\hat {H}}_{z}=-\hbar \sum _{a}\gamma _{a}(1-\sigma _{a}){\hat {I}}_{a}\cdot B_{0}}, і
{\displaystyle {\hat {H}}_{J}=-\hbar 2\pi \sum _{a>b}J_{ab}{\hat {I}}_{a}\cdot {\hat {I}}_{b}} .
Маємо суму всіх пов'язаних спинів по всій системі; позначає зменшену константу Планка;  позначає гіромагнітне відношення спіна a;  позначає ізотропну частину хімічного зсуву для a-го спіну;  позначає оператор обертання a-го спіна;  – зовнішнє магнітне поле, яке діє на усі розглянуті спіни, – константа J-зв’язку між спінами a і b.
Важливо, що відносна міцність {\displaystyle {\hat {H}}_{z}} і  {\displaystyle {\hat {H}}_{J}} (а, отже, поведінка спінової динаміки такої системи) залежить від магнітного поля. Наприклад, у звичайному ЯМР {\displaystyle |B_{0}|} зазвичай більше 1 Тл, тому частота Лармора {\displaystyle \nu _{0}=-\gamma B_{0}/2\pi } для 1Н перевищує десятки МГц. Це набагато більше, ніж значення спін-спінової взаємодії, які зазвичай становлять від Гц до сотень Гц. При таких обмеженнях {\displaystyle {\hat {H}}_{J}} є збуренням для {\displaystyle {\hat {H}}_{z}}. Навпаки, у полях нанотесла частоти Лармора можуть бути набагато меншими, ніж спін-спінові взаємодії, і {\displaystyle {\hat {H}}_{J}} домінує.

### Поляризація
Перш ніж сигнали можуть бути виявлені в експерименті ZULF ЯМР, спочатку необхідно поляризувати ансамбль ядерних спів, оскільки сигнал пропорційний намагніченості ядерного спіну. Існує ряд методів створення ядерної спінової поляризації. Найпоширенішим є надання можливості спінам термічно врівноважуватися в магнітному полі, а вирівнювання ядерного спіну з магнітним полем через Зеемановську взаємодію призводить до слабкої спінової поляризації. Утворена таким чином поляризація становить близько 10-6 Тесла для напруженості поля.
Альтернативний підхід полягає у використанні методів гіперполяризації, які є хімічними та фізичними методами для створення ядерної спінової поляризації. Приклади включають поляризацію, індуковану параводнем; оптичне накачування атомів благородного газу зі спіновим обміном; динамічну ядерну поляризацію розчинення та динамічну ядерну поляризацію, індуковану хімічними речовинами.

### Збудження та маніпуляції спінами
Експерименти ЯМР вимагають створення перехідного нестаціонарного стану спінової системи. У звичайних експериментах високого поля радіочастотні імпульси нахиляють намагніченість уздовж основного напрямку магнітного поля до поперечного плану. Опинившись у поперечному плані, намагніченість більше не перебуває в нерухомому стані (або стані суперпозиції), і тому вона починає прецесувати навколо головного магнітного поля, створюючи коливальне магнітне поле, що детектується.

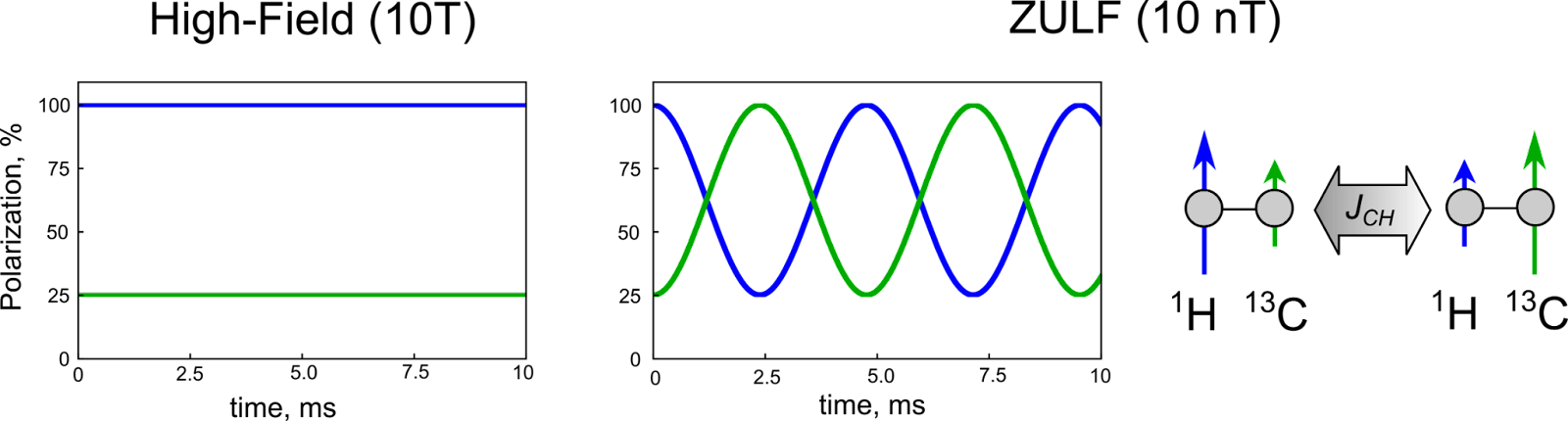
Стан теплової рівноваги пари ^{1}H-^{13}C у високому полі відповідає стану, в якому обидва спіни поляризовані вздовж поля B_{0}, з ^{1}H поляризацією приблизно в 4 рази вище, ніж у спінів ^{13}C. Це стаціонарний стан у високому полі. Якщо поле неадіабатично (швидко) вимикається, стан починає еволіціонувати. Поляризація коливається між спінами ^{1}H і ^{13}C на частоті спін-спінової взаємодії (210 Гц у цьому прикладі), і це призводить до J-спектрів у ZULF ЯМР.

В експериментах ZULF імпульси постійного магнітного поля використовуються для індукування нестаціонарних станів спінової системи. Дві основні стратегії складаються з (1) перемикання магнітного поля з псевдовисокого поля до нульового (або ультранизького) поля або (2) зменшення магнітного поля, яке відчувається спінами, до нульового поля для перетворення Зеєманівську популяцію у стан суперпозиції з нульовим полем адіабатично і згодом із застосуванням імпульсу постійного магнітного поля для індукування когерентності між станами суперпозиції нульового поля. У простому випадку гетероядерної пари J-зв’язаних спінів обидві ці схеми збудження індукують перехід між синглетним і триплетним-0 станами, що генерує коливальне магнітне поле, що детектується. Повідомлялося про більш складні послідовності імпульсів, включаючи селективні імпульси, двовимірні експерименти та схеми декаплінгу .

### Детектування сигналу
Сигнали ЯМР зазвичай детектуються індуктивно, але низькі частоти електромагнітного випромінювання, випущені зразками в експерименті ZULF, робить індуктивне виявлення непрактичним для використання у малих полях. Таким чином, найпершим підходом до вимірювання ЯМР нульового поля в твердих зразках був метод циклу магнітного поля (MFC). Магнітний цикл включає три етапи: підготовку, розвиток і виявлення. На етапі підготовки застосовується поле для намагнічування ядерних спінів. Потім поле раптово перемикається на нуль, щоб ініціювати інтервал еволюції, і намагніченість розвивається під дією гамільтоніана нульового поля. Через певний період часу поле знову вмикається, і сигнал детектується індуктивно при високому полі. В одному циклі поля спостережувана намагніченість відповідає лише одному значенню часу еволюції нульового поля. Намагніченість, що змінюється з часом, може бути виявлена повторенням магнітного циклу поля із збільшенням інтервалу нульового поля, і, отже, еволюція та спад намагніченості вимірюється точка за точкою. Перетворення Фур’є цієї намагніченості призведе до спектру поглинання в нульовому полі.
Поява високочутливих методів магнітометрії дозволила виявляти сигнали ЯМР нульового поля in-situ. Приклади включають надпровідні квантові інтерференційні пристрої (SQUIDs), магніторезистивні датчики та атомні магнітометри SERF. Сквіди мають високу чутливість, але вимагають для роботи кріогенних умов, що практично ускладнює їх використання для виявлення хімічних або біологічних зразків. Магніторезистивні датчики менш чутливі, але їх набагато легше у використанні та наближенні до зразка ЯМР, що є вигідним, оскільки близькість покращує чутливість. Найпоширенішими датчиками, які використовуються в експериментах ZULF ЯМР, є магнітометри з оптичною накачкою, які мають високу чутливість і можуть бути розміщені в безпосередній близькості від ЯМР зразку.

## Визначення ZULF режиму
Межі між нульовим, наднизьким, низьким і високопольним ЯМР чітко не визначені, хоча приблизні визначення зазвичай використовуються для експериментів із залученням малих молекул у розчині . Межа між нульовим і наднизьким полем зазвичай визначається як поле, при якому Ларморова частота ядерного спіну збігається зі швидкістю спінової релаксації, тобто при нульовому полі ядерні спіни релаксують швидше, ніж вони прецесують навколо зовнішнього поля. Межа між наднизьким і низьким полем зазвичай визначається як поле, при якому різниці ларморівських частот між різними видами ядерних спінів відповідають спін-спіновим (J або диполярним) зв'язкам, тобто при наднизькому полі домінують спін-спінові зв'язки, а Зеемановська взаємодія є пертурбацією. Межа між низьким і високим полем є більш неоднозначною, і ці терміни використовуються по-різному залежно від програми чи теми дослідження. У контексті ZULF ЯМР межа визначається як поле, в якому відмінності хімічного зсуву між ядрами одного і того ж ізотопного виду у зразку збігаються зі спін-спіновими взаємодіями.
Зауважте, що ці визначення сильно залежать від досліджуваного зразку, а межі режиму поля можуть змінюватися на порядки в залежності від параметрів зразку: таких як ядерний спін, сила спін-спінової взаємодії та час спінової релаксації.

ЯМР резонансні лінії між спінами 1H-13C зі спін-спіновою взаємодією 100 Гц під дією різних зовнішніх магнітних полів.

## Дивіться також
- ЯМР земного поля
- ЯМР низького поля

## Подальше читання
- M. P. Ledbetter, C. Crawford, A. Pines, D. Wemmer, S. Knappe, J. Kitching, D. Budker "Optical detection of NMR J-spectra at zero magnetic field" J. Magn. Reson. (2009), 199, 25-29. T. Theis, P. Ganssle, G. Kervern, S. Knappe, J. Kitching, M. P. Ledbetter, D. Budker and A. Pines; “Parahydrogen-enhanced zero-field nuclear magnetic resonance” Nature Physics (2011), 7, 571–575.